# Code Complete
Code Complete es un libro de desarrollo de software, escrito por Steve McConnell y publicado en 1993 por Microsoft Press, que anima a los desarrolladores a superar las limitaciones de la programación 'code-and-fix', así como de los modelos de diseño integral y cascada. También es un compendio de técnicas de construcción de software, que incluyen desde la elección de nombres para variables hasta la decisión de cuándo escribir una subrutina.

## Sinopsis
McConnell define las principales actividades en la creación de software como el diseño detallado, la planificación de la construcción, la codificación y depuración, las pruebas unitarias, la integración y las pruebas de integración. Aunque no descarta el valor de otros aspectos del desarrollo de software, como los requisitos y la documentación del software, McConnell destaca la construcción de software por varias razones. Desde la perspectiva del libro, la construcción es una parte importante del desarrollo de software, siendo la actividad central dentro de este proceso y capaz de mejorar significativamente la productividad de un programador cuando se enfoca en ella. Además, el código fuente se percibe como la definición operativa del software, considerándose la documentación como un complemento. Se explora la percepción común de que el código y la documentación son a menudo vistos como elementos opuestos en la comunicación de la funcionalidad del software. Por último, el libro sostiene que la construcción es la única actividad garantizada para quedar completa.
Las técnicas de un buen programador también se describen a lo largo de todo el libro. La séptima parte completa del libro se centra en la artesanía del software (diseño, estilo, legibilidad, estructuras y auto-documentación). Las otras seis partes del libro abarcan: establecer los cimientos, crear código de alta calidad, variables, declaraciones, mejoras de código y consideraciones del sistema.

## Ediciones
- ISBN 978-1-55615-484-3 Primera edición (1993)
- ISBN 978-0-7356-1967-8 Segunda edición (2004)[2]